# Simone Mangelsdorff
Isolde Nanny Margarete „Simone“ Mangelsdorff, geborene Rieling (* 19. Januar 1931 in Bad Dürrenberg; † 26. November 1973 in Köln), war eine deutsche Opernsängerin (Sopran).

## Leben
Mangelsdorff, deren Mutter Konzertsängerin war, erhielt ihre Gesangsausbildung in München und bei Paul Lohmann in Frankfurt am Main. 1960 begann sie ihre Bühnenkarriere am Landestheater Coburg, wo sie bis 1962 blieb. Nach Stationen am Stadttheater Basel und am Opernhaus Nürnberg kam sie 1967 an die Oper Köln. Dort sang sie die Senta im Fliegenden Holländer, die Aida, die Leonore im Fidelio, die Madame Butterfly sowie weitere tragende Rollen. Sie trat bei den Salzburger Festspielen auf und gab Gastspiele an inländischen Bühnen, aber auch an der Scala, in Venedig, in Amsterdam und in Buenos Aires. 1968 war sie auf Konzertreise in den USA; dort sang sie auch die Freya an der Metropolitan Opera. Weitere Gastspiele folgten in Kopenhagen, Marseille, Toulouse, Brüssel und an der Staatsoper Stuttgart. Herbert von Karajan spielte mit ihr als Freya seine Rheingold-Gesamtaufnahme für die Deutsche Grammophon ein. Im Juni 1973 war die Leonore im Troubadour in einer Kölner Inszenierung ihre letzte Rolle. 
Sie war seit 1957 mit dem Jazzmusiker Emil Mangelsdorff verheiratet. 1973 starb sie im Alter von 42 Jahren in der Kölner Universitätsklinik.

## Lexikalischer Eintrag
- Karl-Josef Kutsch, Leo Riemens (Hrsg.) Großes Sängerlexikon. Band 4. De Gruyter 2003; ISBN 978-3-598-11598-1